# Takao Ōsawa
Takao Ōsawa (jap. 大沢たかお Ōsawa Takao) (ur. 11 marca 1968) – japoński aktor filmowy i telewizyjny.

## Filmografia

### TV dramy
- 1994: Wakamono no subete jako Shinsuke Yamazaki
- 1996: Zoku Hoshi no Kinka jako Shuichi Nagai
- 2009: Jin jako Jin Minakata
- 2013: Galileo 2 jako Shiko Renzaki (odc. 1)

### Filmy
- 1995: Gerende ga tokeruhodo koishitai jako Shusuke
- 1999: Sennen tabito
- 2004: Gege jako Takano Takayuki
- 2007: Middonaito Iguru jako Yuji Nishizaki
- 2010: Sakurada mongai no hen jako Tetsunosuke Seki
- 2013: Słomiana tarcza jako Kazuki Mekari